# Hippolyte Point
Der Hippolyte Point (französisch Cap Hippolyte, in Argentinien Punta Hipólito) ist eine Landspitze, die das nordöstliche Ende von Lion Island im Palmer-Archipel westlich der Antarktischen Halbinsel bildet. Sie liegt unmittelbar östlich der Anvers-Insel und bildet die südliche Begrenzung der nördlichen Einfahrt zum Lion Sound.
Teilnehmer der Belgica-Expedition (1897–1899) des belgischen Polarforschers Adrien de Gerlache de Gomery kartierten und benannten sie. Namensgeber ist Hippolyte d’Ursel (1850–1937), Präsident der Société Royale Belge de Géographie und Unterstützer der Forschungsreise. Das Advisory Committee on Antarctic Names überführte 1953 die französische Benennung ins Englische.